# قتغان
قتغان هي بلدة في مقاطعة يكباغ في ولاية قشقداريا في أوزبكستان.